# Love Me Do
〈Love Me Do〉는 영국의 록 밴드 비틀즈의 첫 번째 싱글이며 뒷면은 〈P.S. I Love You〉이다. 1962년 10월 5일 영국에 발매되었을 때는 17위까지 올랐다. 1982년 재홍보(동일한 카탈로그 번호를 유지하기 때문에, 재발매는 아니다) 때에는 4위까지 올랐다. 미국에서는 1964년 1위에 올랐다.
노래는 녹음되기 전 몇해에 걸쳐 썼으며 비틀즈라는 그룹이 생기기 전에 존재했다. 싱글은 존 레논의 하모니카 연주와 그와 폴 매카트니와의 듀엣 보컬을 특징으로 삼는다. 또한 비틀즈가 제각기 달리 녹음한 세 버전이 발매되었고 모두 드럼 연주자가 다르다. 2013년 유럽에서는 퍼블릭 도메인이 되었다.

## 작곡
〈Love Me Do〉는 16세의 폴 매카트니가 1958년에서 1959년 사이 무단 결석하면서 틈틈이 썼으며 이후 레논-매카트니의 작곡가 표기로 게재된다. 존 레논은 미들 에이트에서 기여했다. 레논은 말한다. "폴이 주된 뼈대를 16세나, 아니면 더 어릴 때 썼을 겁니다. 제가 중간에 뭔가를 기여한 것도 같네요 ... 〈Love Me Do〉는 폴의 곡입니다. 그가 청소년기에 쓴 것이죠. 생각해 보니까, 제가 미들 에이트에서 도움을 준 것 같습니다. 하지만, 단언하지는 못하겠네요. 그가 함부르크 시절에도 다뤘던 걸 기억해요. 저희가 작곡가이기 아주 아주 이전에 말입니다."
매카트니는 이렇게 말한다. "〈Love Me Do〉는 공동 작곡의 결정체입니다. 제 오리지널 아이디어였을진 몰라도 공은 정말 50대 50이에요. 이게 그 곡에 적용되구요. 곡은 레논과 매카트니가 앉아서 썼어요. 우리 중 하나가 특별히 더 큰 아이디어를 주거나 하진 않았고요. 그걸 하면서 정말 즐거웠습니다. 작곡가가 되는 것을 시도하며 배우는 건 정말 흥미로운 일이었어요. 저희의 형성 시기에 함께 작곡을 해나간 일이 있었기 때문에 더 견고했던게 아닐까 생각합니다. 〈Love Me Do〉는 저희의 첫 히트곡입니다. 아이러니하게도 이게 저희가 통제할 수 있는 두 곡 중 하나입니다. EMI와 계약했을 때 아드모어와 비치우드가 〈Love Me Do〉와 〈P.S. I Love You〉를 가져갔고, 어떻게 거래를 하다보니 돌려받을 수 있었습니다."

## 녹음
〈Love Me Do〉는 1962년 북런던의 세인트 존스 우드 지역에 위치한 EMI의 애비 로드 스튜디오에서 각각 다른 날짜에 세 번에 걸쳐 녹음했다. 6월 6일 레논, 매카트니, 해리슨, 베스트는 프로듀서 조지 마틴과 론 리처즈, 엔지니어 노먼 스미스의 지휘 아래 오후 6시부터 녹음을 시작했다. 이들은 조지 마틴이 차를 마시러 구내식장에 간 사이 〈Bésame Mucho〉 및 레논과 매카트니가 작곡한 세 곡 〈Love Me Do〉, 〈P.S. I Love You〉, 〈Ask Me Why〉를 녹음했다. 연락을 받고 녹음을 인계받은 조지 마틴은 표준 녹음 계약서를 작성할 것을 지시하며 이상하게도 그 날짜를 1962년 6월 4일로 당겨 적었다.
9월 4일 비틀즈가 다시 스튜디오로 돌아왔을 때 피트 베스트의 자리는 링고 스타로 바뀌어 있었다. 그러나 오후 7시부터 10시부터 이어진 이 녹음에서 관심의 초점은 비틀즈의 첫 싱글로 어떤 곡을 할 것이냐였다. 〈Love Me Do〉와 함께 녹음한 곡은 머치 머리가 작곡한 〈How Do You Do It?〉이라는 노래였다. 마지막으로 결정을 내린 사람은 조지 마틴이었다. "나는 〈How Do You Do It?〉을 눈여겨보았습니다. 하지만 마지막엔 〈Love Me Do〉에 손을 들었지요. 꽤 괜찮은 음반이 나왔습니다." 이날 녹음에서 한 가지 불만이 있었던 조지 마틴은 9월 11일의 마지막 녹음에 변화를 주기로 했다. "조지 마틴은 링고를 좋아하지 않았습니다." 폴 매카트니의 회상이다. "당시 링고의 연주는 박자가 아주 일정하지 않았어요. 조지가 보기에 세션 드러머처럼 정확하지 않았던 거죠." 그 결과 조지 마틴은 일류 세션 드러머 앤디 화이트를 데려왔고 오전 10시부터 오후 1시까지 그가 〈P.S. I Love You〉의 드럼을 치는 동안 링고 스타는 마라카스를 흔들었다. 〈Love Me Do〉 녹음에서도 드러머는 화이트였고 링고 스타는 탬버린을 흔들어야 했다.

## 발표
1962년 10월 5일, 팔로폰 카탈로그 넘버 45-R 4949의 〈Love Me Do〉가 비틀즈의 첫 공식 싱글로 발매되었지만 어떤 버전의 녹음을 썼으며 드럼을 연주한 것이 누구인지는 여전히 혼란으로 남았다. 1963년 이전에 발매된 음반에는 링고 스타가 드럼을 연주한 9월 4일 세션이 실린 반면, 그 이후에 발매된 음반에는 앤디 화이트가 드럼을 연주한 9월 11일 세션이 실렸기 때문이다. 〈Love Me Do〉에는 또 다른 혼동도 있었다. 라디오와 음악 잡지에 배포하기 위해 찍은 홍보용 음반에서 작곡가 매카트니의 이름이 McCartney가 아닌 McArtney로 잘못 표기된 것이다. 이 오류는 판매용 초판에는 수정했다.
비틀즈 첫 공식 음반의 출시에 맞춰 《레코드 리테일러》와 《머지 비트》에 광고가 실렸다. 싱글 발매 이튿날 비틀즈는 엡스타인이 지역 홍보를 위해 자기 소유의 NEMS 매장 대신 선택한 체셔 주 위드너스의 도슨스 음반 가게에 처음으로 모습을 드러내 음반 사인회를 열었다. 리버풀에서 머지 강을 지나 약 240킬로미터 아래 위치한 곳이었다 그날 저녁 흄 홀에서 공연이 예정되어 있던 비틀즈 멤버들은 오후 4시에 도착해 한 시간 동안 팔로폰에서 발매된 싱글의 붉은색 라벨에 각각 사인을 했다. 매니저 엡스타인이 순위를 올리기 위해 1만 장을 사재기했다는 소문이 도는 와중에도 차트 17위까지 올랐고, 1964년 5월 이 그룹의 미국 차트 넘버원 네 번째 곡이 되었다.

## 참여 인원
영국 음반인 《Rarities》와 《Past Masters》 버전에서
- 폴 매카트니 – 보컬, 베이스
- 존 레논 – 보컬, 하모니카
- 조지 해리슨 – 어쿠스틱 리듬 기타
- 링고 스타 – 드럼

미국 음반 《Please Please Me》, 《The Beatles' Hits》, 그리고 컴필레이션 음반 《1962–1966 》과 《1》 버전에서
- 폴 매카트니 – 보컬, 베이스
- 존 레논 – 보컬, 하모니카
- 조지 해리슨 – 어쿠스틱 리듬 기타
- 링고 스타 – 탬버린
- 앤디 화이트 – 드럼

《Anthology 1》 버전
- 폴 매카트니 – 보컬, 베이스
- 존 레논 – 보컬, 하모니카
- 조지 해리슨 – 어쿠스틱 리듬 기타
- 피트 베스트 – 드럼

노먼 스미스가 엔지니어로 참여

## 참고 문헌
- Pollack, Alan W. (2000) [1990]. “Love Me Do”. 《Notes On ... Series》.
- Gregory, Chris (2008). 《Who Could Ask for More?: Reclaiming The Beatles》. Lulu.com. ISBN 0-9557512-0-9.
- Badman, Keith. 《The Beatles Off The Record》.
- The Beatles (2000). 《The Beatles Anthology》. San Francisco: Chronicle Books. ISBN 0-8118-2684-8.
- “Please Please Me”. 《Beatles Interview Database》. 2009년 7월 14일에 확인함.
- “"Love Me Do"/"P.S. I Love You"”. The Beatles Studio. 2009년 9월 20일에 원본 문서에서 보존된 문서. 2009년 10월 2일에 확인함.
- “Cash Box Top 100 Singles”. 《Cash Box》. 1964년 4월 25일. 2012년 5월 26일에 원본 문서에서 보존된 문서. 2009년 11월 12일에 확인함.
- Emerick, Geoff; Massey, Howard (2006). 《Here, There and Everywhere: My Life Recording the Music of the Beatles》. New York: Penguin Books. ISBN 1-59240-179-1.
- Gilliland, John (1969). “The British Are Coming! The British Art Coming!: The U.S.A. is invaded by a wave of long-haired English rockers.”. 《Pop Chronicles》. Digital.library.unt.edu. 2011년 1월 15일에 확인함.
- Harry, Bill (2012). 《Love Me Do: Behind the Scenes at the Recording of the Beatles' First Single》. Washington, D.C.: Miniver Press. ISBN 978-0-9857389-6-9.
- Harry, Bill (1992). 《The Ultimate Beatles Encyclopedia》. London: Virgin Books. ISBN 0-86369-681-3.
- Lewisohn, Mark. “1000 Days Of Beatlemania”. 《Mojo Magazine》 (Special Limited Edition).
- Lewisohn, Mark (1988). 《The Beatles Recording Sessions》. New York: Harmony Books. ISBN 0-517-57066-1.
- MacDonald, Ian (2005). 《Revolution in the Head: The Beatles' Records and the Sixties》 Seco Revis판. London: Pimlico (Rand). ISBN 1-84413-828-3.
- Martin, George; Pearson, William (1995). 《Summer of Love》.
- Marsden, Gerry. “Beatles Special”. 《Q Magazine》.
- Miles, Barry (1997). 《Paul McCartney: Many Years From Now》. New York: Henry Holt and Company. ISBN 0-8050-5249-6.
- Norman, Philip (1993). 《Shout!》. London: Penguin Books. ISBN 0-14-017410-9.
- Salewicz, Chris (1986). 《McCartney-The Biography》. London: Queen Anne Press. ISBN 0-356-12454-1.
- Seely, Robert (2009). “The Beatles in Canada”. 2009년 11월 12일에 확인함.
- Southall, Brian (1982). 《Abbey Road. The Story of the World's Most Famous Recording Studios》. London: Patrick Stephens. ISBN 0-85059-810-9.
- Spitz, Bob (2005). 《The Beatles: The Biography》. Boston: Little, Brown. ISBN 0-316-80352-9.
- MacDonald, Ian (1998). 《Revolution in the Head: The Beatles' Records and the Sixties》. London: Pimlico (Rand). ISBN 0-7126-6697-4.
- Palmer, Tony. 《The Story of Popular Music - All You Need Is Love》.
- 브라이언, 사우널 (2014). 《The Beatles in 100 Objects》 [비틀즈 100]. 아트북스. ISBN 978-89-6196-172-1. 2017년 4월 25일에 확인함.